# Пояс на Кайпер
Поясът на Кàйпер е част от Слънчевата система, намираща се на разстояние 30 до 50 АЕ от Слънцето с инклинация, близка до еклиптиката. Нарича се още пояс на Еджуърт – Кайпер. Представлява околозвезден диск, разпростиращ се отвъд планетите. Подобен е на Астероидния пояс, но е много по-голям – 20 пъти по-широк и от 20 до 200 пъти по-масивен. Съставен е основно от малки тела или останки от формирането на Слънчевата система. Въпреки че много астероиди са съставени от скали и метали, повечето обекти в пояса на Кайпер са съставени основно от замръзнали летливи вещества (ледове), като метан, амоняк и вода. В пояса на Кайпер са разположени три официално признати планети джуджета: Плутон, Хаумея и Макемаке. Поясът включва и небесни тела, които претендират за статут на планета джудже: Оркус, Кваоар и Иксион. Някои от спътниците на планети в Слънчевата система, като Тритон и Феба, е възможно да водят началото си от там.
Поясът на Кайпер не трябва да се бърка с хипотетичния облак на Оорт, който е хиляди пъти по-далеч. Обектите от пояса на Кайпер (ОПК), като обектите на разсеяния (разреден) диск и облака на Оорт, се наричат транснептунови обекти (ТНО).
Повечето от известните ОПК имат голяма полуос в диапазона между приблизително 35 и 48 АЕ (червени и сини обекти на диаграмата). Смята се, че кентаври (показани в жълто) и разсеяни дискови обекти (сиви) в миналото също са били разположени преди това в пояса на Кайпер, но биват разпръснати навътре и навън от Нептун.

## История
Първите астрономи, предположили съществуването на пояса, са Фредерик Леонард през 1930 г. и Кенет Еджуърт през 1943 г. През 1951 г. Герард Кайпер изказва предположение, че поясът е съдържал обекти в миналото, но не и в наши дни. По-точни догадки относно обектите в пояса са направени от Ал Камерън през 1962 г.,Фред Уипъл през 1964 г. и Хулио Анхел Фернандес през 1980 г.
През 1992 г. е открита малката планета (15760) Албион – първият обект от пояса на Кайпер след Плутон (през 1930 г.) и Харон (през 1978 г.). От откриването му броят на известните ОПК се е увеличил до хиляди и се смята, че съществуват повече от 100 хиляди ОПК с диаметър над 100 km.

### Произход
Съвременни компютърни симулации показват, че поясът на Кайпер се е формирал под въздействието на Юпитер, чиято силна гравитация е „изхвърлила“ малките планетоиди от вътрешността на Слънчевата система на далечна орбита. Някои от планетоидите са се зародили направо в пояса на Кайпер. Същите симулации и други теории показват, че в пояса на Кайпер трябва да се намират обекти със значима маса – от порядъка на тази на Марс или на Земята.
Първоначално се е смятало, че поясът на Кайпер е основното хранилище за периодични комети – тези с орбити, продължаващи по-малко от 200 години. Проучвания от средата на 90-те години на XX век показват, че поясът е динамично стабилен и че истинското място на произход на кометите е разпръснатият диск – динамично активна зона, създадена от движението на Нептун навън преди 4,5 милиарда години; обекти от разпръснатия диск, като Ерида, имат изключително ексцентрични орбити, които ги отвеждат на разстояние до 100 AU от Слънцето.

### Наименование
Били са предложени алтернативни имена в чест на Леонард, Еджуърт и Фернандес. Въпреки че Кайпер не е първият учен, предположил съществуването някога на такъв пояс и отрича възможността за сегашното му съществуване, а наличието му в съвремието е доказано от уругвайския астроном Хулио Анхел Фернандес през 1980 г., поясът не се нарича пояс на Леонард – Фернандес, а е кръстен на Кайпер. Поясът и обектите в него носят името на Кайпер след откриването на обекта (15760) 1992 QB1.
Терминът транснептунов обект се препоръчва за обекти в пояса от няколко научни групи, защото е по-неутрален от всички други. Двата термина обаче не са еквивалентни, понеже категорията „транснептунови обекти“ обхваща всички тела на орбита, по-далечна от тази на Нептун, в това число и Плутон.

## Обекти от пояса на Кайпер

### Открити обекти
В пояса на Кайпер са открити над 1000 обекта (подмножество на транснептуновите обекти), почти всички от които са открити след 1992 г. Двата най-големи обекта с потвърдени размери са Плутон и Харон. След 2000 г. са открити и други обекти със сходни размери. По предварителни изчисления обектът 90377 Седна може би е по-голям от Харон. Някои астрономи обаче не считат Седна за обект от пояса на Кайпер, тъй като поради голямата си отдалеченост от Слънцето, тя не е под гравитационното въздействие на Нептун, и вероятно е обект от облака на Оорт. Обектът 2000 CR105, открит преди Седна, може би също принадлежи към облака на Оорт. 50000 Кваоар, открит през 2002 г., е два пъти по-малък от Плутон, но по-голям от най-големия астероид – 1 Церера. За 28978 Иксион, открит през 2001 г., и за 20000 Варуна се счита, че по размер са сходни с Кваоар. Всички други обекти от пояса на Кайпер са по-малки и тяхната класификация е затруднена, защото по състав те са много по-различни от обектите в астероидния пояс.

### Орбитални траектории и видове обекти
По текущата дефиниция обектите от пояса на Кайпер се намират от 30 до 50 АЕ от Слънцето.
Поясът на Кайпер се отличава от облака на Оорт по това, че последният е по-отдалечен от Слънцето и не е ограничен спрямо еклиптиката, а се счита, че формира сфера с радиус до 100 000 АЕ около Слънцето.
Обектите от пояса могат да бъдат разделени на две категории:
- Резонансни обекти: образуват орбитален резонанс 1:2, 2:3, 2:5, 3:4, 3:5, 4:5 или 4:7 спрямо Нептун. Обектите с резонанс 2:3 се наричат плутино, на името на най-известния представител, Плутон. Резонансните обекти периодично се приближават по-близко до Слънцето, пресичайки орбитата на Нептун. Към 2005 г. са известни около 150 плутино и 22 други резонансни обекта. Смята се, че плутино съставляват между 10 и 20 % от общия брой обекти в пояса на Кайпер и по този начин общият брой на плутино с диаметър над 100 km е над 30 хиляди.[10]
- Класически обекти: имат приблизително кръгови орбити с лек наклон, не са свързани с движението на планетите. Такива обекти понякога се наричат „кубевано“ на първия представител – 1992 QB1. През 2004 г. са известни 524 такива обекта. Кубевано формират централната част на пояса.[10]

Предполага се, че обектите от пояса на Кайпер се състоят от лед с малки примеси на органична материя, тоест близка до кометната материя.
Общата маса на обектите от пояса на Кайпер е стотици пъти по-голяма от масата на астероидния пояс, но тя е значително по-малка от масата на облака на Оорт. Смята се, че поясът на Кайпер съдържа няколко хиляди тела по-големи от 1000 km в диаметър, около 70 хиляди по-големи от 100 km в диаметър, и най-малко 450 хил. тела по-големи от 50 km в диаметър.

### Размери и състав
Повечето обекти в пояса на Кайпер са съставени от лед и органични примеси като толин. Те имат същия състав като кометите и някои астрономи ги считат просто за комети, които са достатъчно далече от Слънцето, за да не образуват опашка. От друга страна, разликата между комета и астероид не е напълно изяснена поради гранични обекти като (2060) Хирон.
За повечето обекти е трудно да бъде измерен точният им радиус. За обекти, чиито орбитални параметри са известни с голяма точност (като например Плутон и Харон), диаметърът може да бъде намерен чрез наблюдение на окултацията на далечни звезди.
За други, сравнително големи обекти, размерите могат да бъдат определени посредством инфрачервени измервания. Тяло с високо албедо отразява голяма част от слънчевата светлина и следователно е студено и не излъчва в инфрачервения диапазон. Обратно, ако тялото има ниско албедо, то ще излъчва значителна енергия в инфрачервения диапазон. Откритите обекти са много студени и имат спектър на идеално черно тяло с дължина на вълната от около 60 микрометра. Вълна с такава дължина не може да се наблюдава на земната повърхност; астрономите могат да наблюдават само далечния инфрачервен край на спектъра. Поради изключителната слабост на тези вълни, те могат да бъдат регистрирани само за най-големите обекти от пояса на Кайпер. За останалите обекти диаметърът може да се изчисли след допускането на определено албедо. Поради това техният изчислен диаметър може да се отклонява значително от действителната стойност.

### Най-големи открити обекти
Най-големите известни обекти от пояса на Кайпер са:
| Номер | Име        | Екваториален диаметър (km) | Средно разстояние до Слънцето (АЕ) | Година на откриване | Откривател | Начин на откриване   |
| ----- | ---------- | -------------------------- | ---------------------------------- | ------------------- | --- | -------------------- |
|       | Плутон     | 2370                       | 39,4                               | 1930                | Клайд Томбо | окултация            |
| 90482 | Оркус      | ~1600                      | 45                                 | 2004                | Майкъл Браун, Чад Трухильо, Дейвид Рабиновиц | предполагаемо албедо |
|       | Харон      | 1270                       | 39,4                               | 1978                | Джеймс Кристи | окултация            |
| 50000 | Кваоар     | 1200±200                   | 43,25                              | 2002                | Чад Трухильо и Майкъл Браун | топлинно излъчване   |
| 20000 | Варуна     | 1060±200                   | 43,23                              | 2000                | Робърт С. Макмилан | топлинно излъчване   |
| 28978 | Иксион     | 1055±165                   | 39,39                              | 2001                | Робърт Л. Милис, Марк Буи, Юджийн Чанг, Джеймс Л. Елиът, Сюзан Д. Керн, Дейвид Е. Трилинг, Марк Вагнер, Лорънс Васерман (екип на проекта Deep Ecliptic Survey) | топлинно излъчване   |
| 55636 | 2002 TX300 | ~965                       | 43,19                              | 2002                | Елинор Ф. Хелин, Стивън Правдо, Кенет Лорънс, Майкъл Д. Хикс, Робърт Тикстън (екип на програмата NEAT)                                                         | предполагаемо албедо |
| 55637 | 2002 UX25  | ~910                       | 42,71                              | 2002                | Ан С. Дескур (екип на проекта Spacewatch) | предполагаемо албедо |
| 55565 | 2002 AW197 | 890±120                    | 47,52                              | 2002                | Чад Трухильо, Майкъл Браун, Еленор Ф. Хелин, Стивън Правдо, Кенет Лорънс, Майкъл Д. Хикс (екип на обсерватория Паломар)                                        | топлинно излъчване   |
|       | Хаумеа     | 2300                       | 43,132                             | 2004                | Майкъл Браун |                      |